# 莱阿切
莱阿切（西班牙語：Leache）是西班牙纳瓦拉的一个市镇。总面积15平方公里，总人口46人（2001年），人口密度3人/平方公里。